# Tricharaea beninensis
Tricharaea beninensis är en tvåvingeart som beskrevs av Guilherme A.M.Lopes 1982. Tricharaea beninensis ingår i släktet Tricharaea och familjen köttflugor.
Artens utbredningsområde är Bolivia. Inga underarter finns listade i Catalogue of Life.